# Batalla de La Albarrada (1858)
La Batalla de La Albarrada tuvo lugar en el año de 1858 en La Albarrada, actualmente una colonia de la Ciudad de Colima en el estado de Colima, México, entre elementos del ejército liberal durante la Guerra de Reforma. La victoria correspondió al bando conservador que logró la derrota juarista. 
- Datos: Q5722577